# Chiesa di San Rocco (Guastalla)
La chiesa di San Rocco è la parrocchiale patronale di San Rocco, frazione del comune italiano di Guastalla in provincia di Reggio Emilia. Appartiene al vicariato della Pianura nella diocesi di Reggio Emilia-Guastalla e l'edificio che ci è pervenuto risale al XVII secolo.

## Storia
La chiesa nella località di San Rocco venne ricostruita nel 1641 sul sito di un precedente luogo di culto che aveva fatto innalzare nel 1574 Cesare I Gonzaga e che nel 1585 era stato elevato alla dignità di chiesa parrocchiale. Con la sua ricostruzione venne dotato di tre altari. Circa due secoli più tardi la chiesa fu oggetto di un importante lavoro di ristrutturazione che comportò un notevole ampliamento realizzato anche grazie al contributo della duchessa Maria Luigia. Vennero costruite quattro nuove cappelle laterali, venne ampliato il presbiterio e fu costruita la nuova abside semicircolare. Verso la fine del secolo venne perfezionato l'impianto decorativo interno grazie agli affreschi realizzati da Amilcare Terzi. Durante il primo dopoguerra del XX secolo fu necessario rivedere la statica della torre campanaria che risultava troppo inclinata. Dopo i terremoti che interessarono il territorio nel 1987 e nel 1996 si resero necessari nuovi interventi di restauro e consolidamento in particolare delle coperture e delle volte interne. Nei primi anni del XXI secolo è stato risistemato il sagrato davanti alla facciata ed è iniziato il restauro delle superfici affrescate nella sala.

## Descrizione

### Esterni
La chiesa si trova a San Rocco, frazione di Guastalla in provincia di Reggio Emilia. La facciata è caratterizzata da lesene che la suddividono in tre parti. Nel settore centrale si trova il portale di accesso architravato sormontato in asse dalla nicchia con un bassorilievo in cotto policromo raffigurante San Rocco e dalla finestra nella parte alta che porta luce alla sala. La torre campanaria, in mattoni di laterizio a vista, si alza in posizione arretrata di fianco all'abside sulla destra. La sua cella si apre con quattro finestre a monofora.

### Interni
La sala è ampia, a navata unica ma ampliata da sei cappelle laterali, tre per lato. La navata si conclude con il lungo presbiterio dal quale si può accedere alla sagrestia.Nel catino absidale è raffigurato San Rocco in Gloria mentre la pala sull'altare maggiore raffigura il Salvatore.  Le cappelle laterali hanno volta a botte ed ognuna è dotata del proprio altare, alcuni dei quali in stile barocco. Tra le opere di maggiore interesse artistico contenute nelle cappelle si ricorda l'affresco raffigurante la Madonna della Ghiara, risalente al 1620 e la scultura raffigurante la Madonna col Bambino. L'adeguamento liturgico del presbiterio è stato ultimato nel 1975.